# Orientispa
Orientispa is een geslacht van insecten uit de familie van de Mantispidae, die tot de orde netvleugeligen (Neuroptera) behoort.

## Soorten
Deze lijst van elf stuks is mogelijk niet compleet.
- O. bicolor Poivre, 1984
- O. coronata C.-k. Yang, 1999
- O. flavacoxa C.-k. Yang, 1999
- O. fujiana C.-k. Yang, 1999
- O. longyana C.-k. Yang, 1999
- O. nigricoxa C.-k. Yang, 1999
- O. ophryuta C.-k. Yang, 1999
- O. pusilla C.-k. Yang, 1999
- O. semifurva C.-k. Yang, 1999
- O. shirozui (Nakahara, 1961)
- O. xuthoraca C.-k. Yang, 1999